# Periodonikész
A periodonikész (görög betűkkel περιοδονίκης) az ókori görög sportolók kitüntető címe. Jelentése: „sorozatos győztes”. Azok kapták meg, akik a pánhellén játékok mindegyikén győzelmet arattak. Ez négy győzelmet jelentett, ami később hatra bővült: az olümpiai, delphoi, nemeai és iszthmoszi játékok voltak eredetileg, a római korban ehhez csatlakozott az nicopolisi (Actia) és római (Capitolia) is, sőt az argoszi Héraia és a naupliai Szebaszteia is szóba jöhet.
Az ókor folyamán összesen 46 atléta nyerte el a periodonikész címet. Legismertebbjük krotóni Milón (birkózás) és rodoszi Diagorasz (ökölvívás).

## Lásd még
- paradoxonikész
- triasztész